# Herbert Willny
Herbert Lennart William Willny, född 4 september 1918 i Oskarshamn, död 10 maj 2005 i Bromma, var en svensk friidrottare (kulstötning).
Willny vann SM-guld i kulstötning 1943 till 1945. Han tävlade för SoIK Hellas. Willny utsågs 1946 till Stor Grabb nummer 110.
Herbert Willny är begravd på Bromma kyrkogård.